# Указ про єдиноспадковість
Указ про єдиноспадковість 1714 року (Про порядок спадкування рухомого і нерухомого майна) — нормативно-правовий акт, підписаний Петром I 18 березня 1714 года. Указ регламентував правовий статус дворянства і закріплював юридичне злиття таких форм земельної власності, як вотчина і помістя. В указі про єдиноспадкування вперше був використаний термін «нерухоме майно». Указ також встановлював правила успадкування дворянських маєтків, з метою запобігання їх дроблення. Відтепер нерухоме майно отримувала лише старша дитина, а решта отримували у спадок нерухоме. Оприлюднення указу датується 23 березня 1714 року. Указ мав зворотну силу і, згідно з його п. 14, діяв з 1 січня 1714 року.

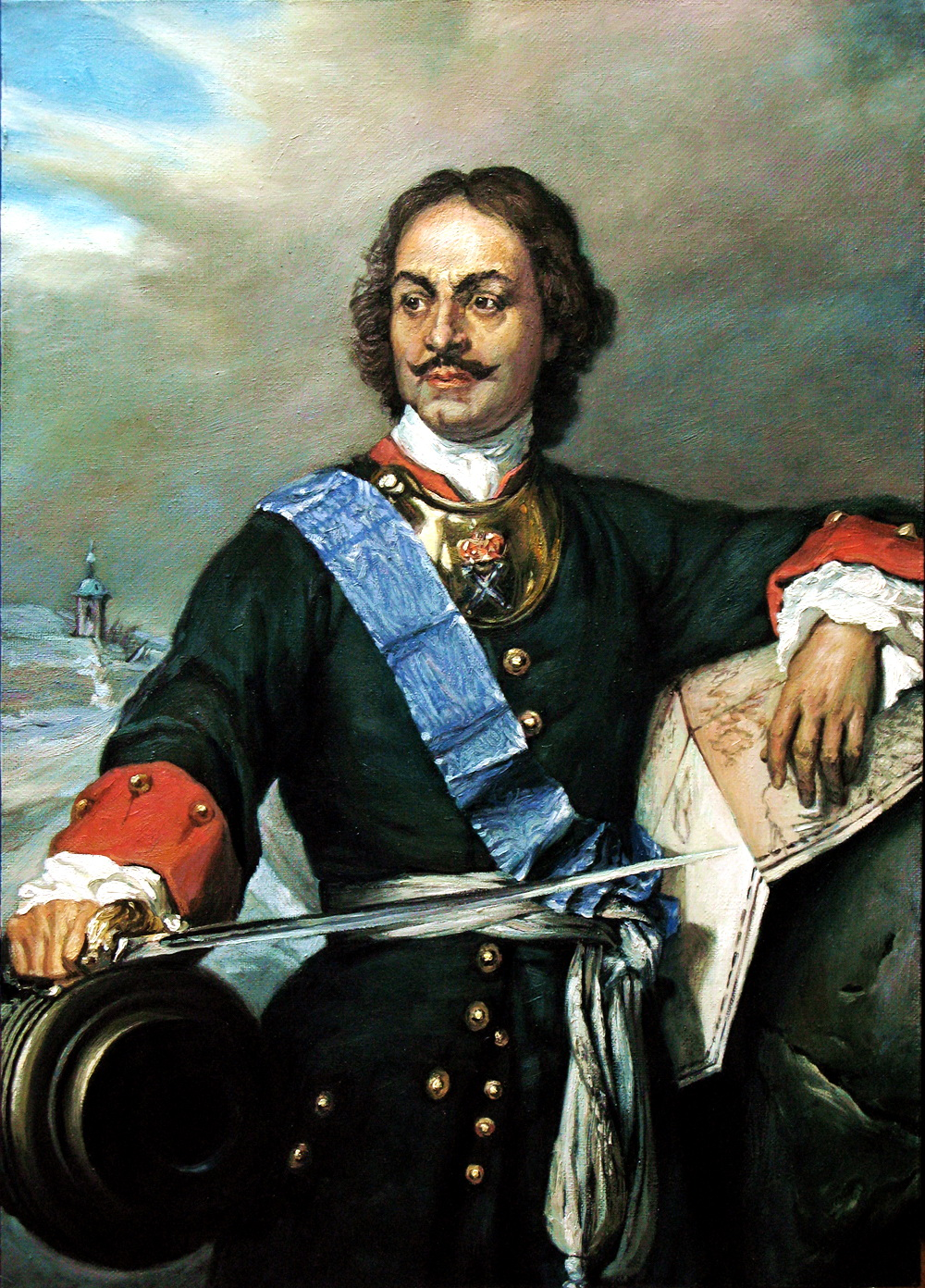
Петро I. Худ. П. Деларош, 1838 р.

Скасовано імператрицею Анною Іоанівною 9 грудня 1730 року по доповіді Сенату.